# Краснодонский троллейбус
Краснодонский троллейбус — бывшая система общественного транспорта в городе Краснодоне. Открыта 30 декабря 1987 года и являлась самой молодой троллейбусной системой Украины. По состоянию на 2023 год имелось 2 маршрута (№ 1 и № 4), 36,6 км сети и 5 машин.
В 2000-х годах троллейбус перевозил до 30 тыс. пассажиров в день. В 2005 году на 10 льготных пассажиров было только 2, оплачивающих проезд.
1 июня 2023 года движение было остановлено из-за отключения электроэнергии.
После закрытия троллейбуса в Краснодоне на Луганщине не осталось ни одной действующей системы электротранспорта.

## Маршруты на момент закрытия
- 1 ост.(«Первомайка») — г. Молодогвардейск
- 4 ост.(«Первомайка») — Квартал имени Баракова

## История
Троллейбусное движение в Краснодоне было открыто в день 65-летия СССР 30 декабря 1987 года двадцатью троллейбусами ЗиУ-682 по маршруту № 1 «ул. Чкалова (школа № 6) — Молодогвардейск (ул. Тюленина)» по улицам Чкалова, Артёма, Котова, Первоконная. Тогда же построено депо.
В 1988—1989 году пущен короткий маршрут № 2 «ул. Чкалова („Первомайка“) — ул. Промышленная».
В 1990 году введена новая линия по ул. 60-летия СССР до квартала имени Баракова, пущены маршруты № 3 «квартал имени Баракова — г. Молодогвардейск» и № 4 «ул. Чкалова — квартал имени Баракова».
В 1990-х годах закрыт маршрут № 2.
Планировалось строительство линии от Молодогвардейска до шахты «Самсоновская-Западная».
1 июня 2023 года троллейбусное движение закрыто. 25 сентября депо пострадало в результате обстрела, несколько троллейбусов сгорели.

## Троллейбус города Молодогвардейска
Находится в городе Молодогвардейске, как часть сети троллейбусного управления города Краснодона с 30 декабря 1987 года.

## Подвижной состав
В 2023 году маршруты обслуживались машинами типа:
- ЗиУ-682 (3 работающих машин из 39 всех поступивших) с 1986 года,
- ЮМЗ-Т2 (1 машина) с 1993 года
- Днепр-Т103 (2 машины) с 2014 года[3].

## Галерея

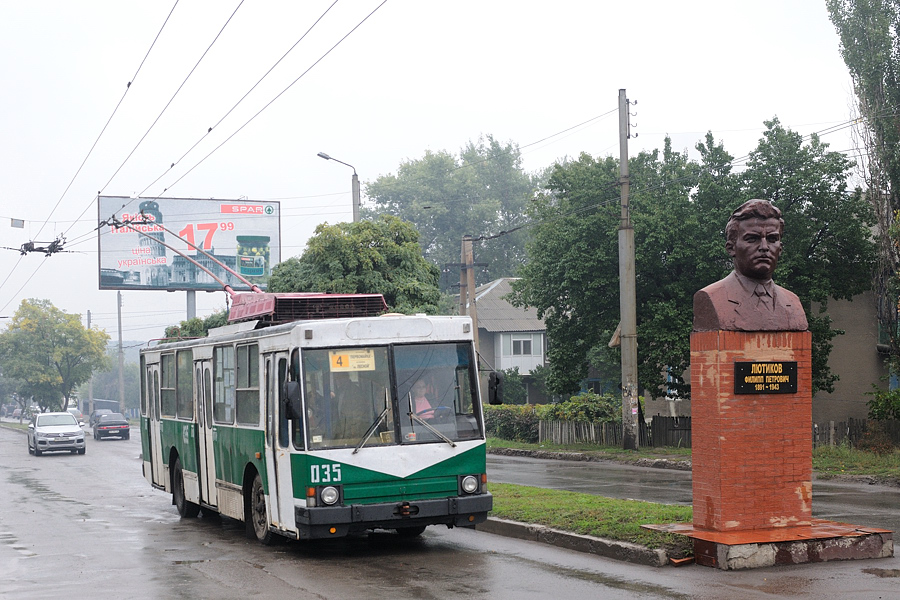
ЮМЗ-Т2 у памятника Лютикову
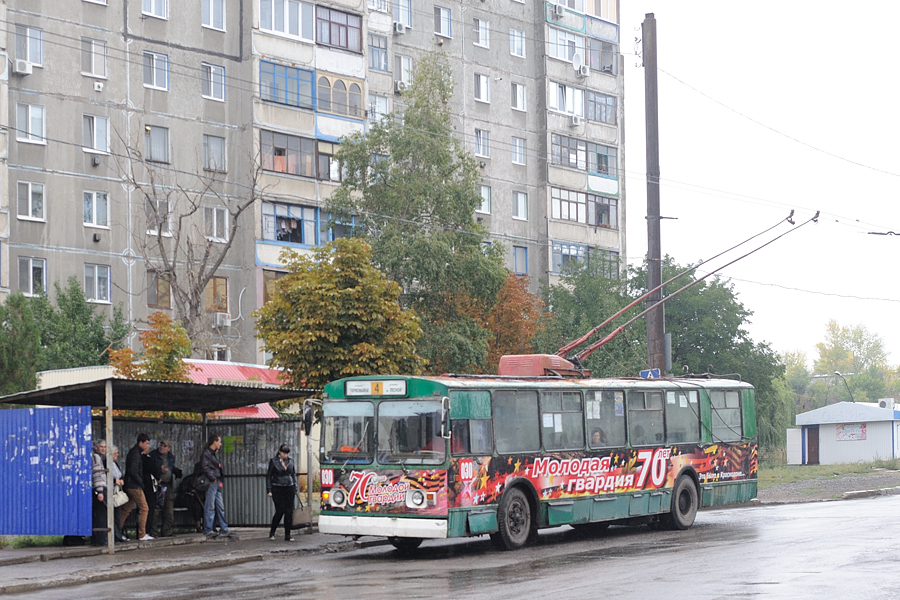
ЗиУ-682
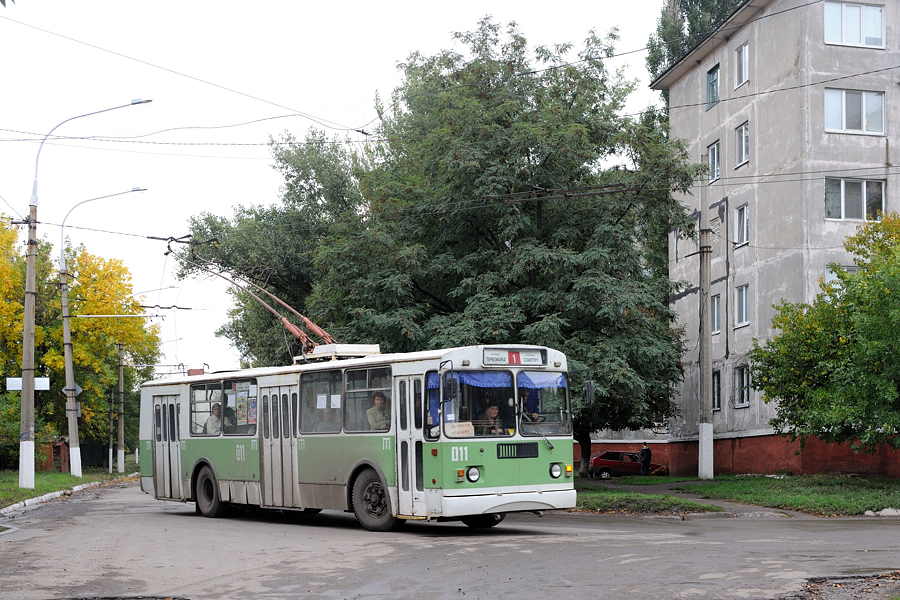
ЗиУ-682